# Kunějovice
Kunějovice település Csehországban, a Észak-plzeňi járásban. Kunějovice Všeruby, Nekmíř és Zahrádka településekkel határos. Lakosainak száma 177 fő (2024. január 1.).

## Népesség
A település lakosságának változását az alábbi diagram mutatja:
| Lakosok száma | 260  | 223  | 227  | 212  | 129  | 139  | 168  | 163  | 180  | 177  |
|               | 1869 | 1900 | 1921 | 1961 | 1980 | 2011 | 2016 | 2019 | 2021 | 2024 |